# Stroobos (Friesland)
Stroobos (Fries: Strobos, [’stro:bos]) is een dorp in de gemeente Achtkarspelen, in de Nederlandse provincie Friesland. Het ligt ten noordoosten van Surhuisterveen en ten zuidoosten van Buitenpost.
Stroobos vormt samen met Gerkesklooster het tweelingdorp Gerkesklooster-Stroobos. De twee dorpen zijn in veel zaken verenigd. Het dorp Stroobos telde in 2023 315 inwoners. Onder het dorp valt een klein deel van de buurtschap Surhuizumer Mieden.
Tot 1993 lag Stroobos in twee gemeenten, de gemeente Grootegast (provincie Groningen) en de gemeente Achtkarspelen (Friesland). Omdat dit allerlei praktische bezwaren gaf, is het Groningse deel van Stroobos naar Achtkarspelen overgegaan. 

## Geschiedenis
De naam zou voor het eerst zijn gebruikt in 1655, toen het Hoendiep werd gegraven, en zou verwijzen naar onderkomens van stro voor de arbeiders die het kanaal groeven.
Stroobos heeft zijn sporen verdiend in de wereld van scheepvaart en handel, daar het op de provinciegrens lag en een sluis had. De vaart naar Dokkum heet niet voor niets Stroobossertrekvaart. Tot in de jaren vijftig had de stad Groningen een kanaal naar het Hoendiep waarin de naam Stroobos voorkwam.

## Industrie
De ligging aan het Prinses Margrietkanaal/Van Starkenborghkanaal is al zeer lang van groot belang voor deze dorpen. De industrie kreeg daardoor al vroeg een kans, en in de twee dorpen zijn dan ook enige grote bedrijven gevestigd. In 1850 werd te Stroobos de scheepswerf Barkmeijer gesticht. Het bedrijf bestaat nog steeds.

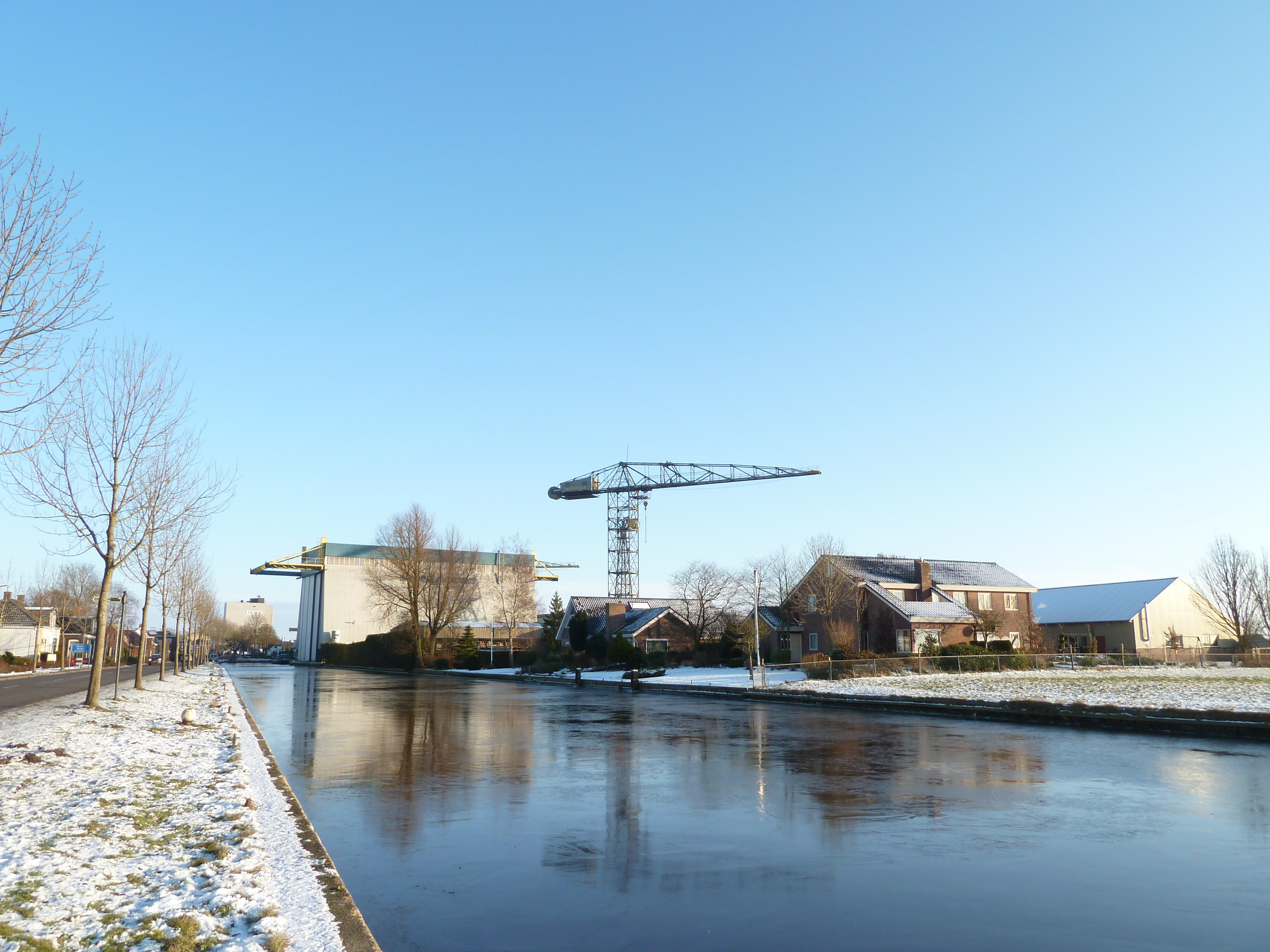
Het Oude Hoendiep parallel aan Van Starkenborghkanaal in Stroobos in 2010. In de jaren 1980 deels gedempt. Op de voorgrond de loods van scheepswerf Barkmeijer, op de achtergrond de loods van mengvoederfabriek Sikma.

## Gebouwen
Ongeveer 700 meter ten noordoosten van Stroobos staat een Amerikaanse windmotor, een poldermolen die is aangewezen als rijksmonument. Daarnaast staat er in het dorp nog één monumentale boerderij.

## Taal
In zowel Gerkesklooster als Stroobos wordt een streektaal gesproken die, net als het Kollumerpompsters tussen het Nedersaksisch van Groningen en het Fries invalt. In de Reeks Nederlandse Dialectatlassen voor Friesland uit 1955 wordt onder Gerkesklooster vermeld dat circa 60% de plaatselijke streektaal spreekt, 30% Fries en de overige 10% helt meer over naar Gronings. Hof vermeldde in 1933 in de Friesche Dialectgeographie dat Gerkesklooster en Stroobos meer Westerkwartiers dan Fries zijn, maar niet geheel ontfriest.

## Geboren in Stroobos
- Ipo Frederik Hommes (1765-1820), burgemeester van Grootegast
- Garmt Stuiveling (1907-1985), dichter